# Herrscher des Himmels, König der Ehren, BWV Anh. 193
{{infotaula obra musical
Herrscher des Himmels, König der Ehren, BWV Anh. 193 (Governant del cel, rei de la glòria) és una cantata perduda de Bach, estrenada a Leipzig probablement el primer d'agost de 1740, per a l'elecció d'un nou Consell Municipal; es conserva el llibret però no se'n coneix l'autor. Consta de 7 números, dos cors als extrems, dues àries i tres recitatius; el setè i l'últim moviments són paròdia dels números 13 i 15, respectivament, de la cantata de la caça BWV 208.